# بورکووو (استان پودلاسکی)
بورکووو (به لهستانی:  Borkowo) یک روستا در لهستان است که در گمینا کولنو (استان پودلاسکی) واقع شده‌است. بورکووو ۷۱۵ نفر جمعیت دارد.